# Петер Фенди
Петер Фенди (4. септембар 1796 — 28. август 1842) био je аустријски дворски сликар, сликар портрета и жанра, гравер и литограф. Био је један од водећих уметника периода бидермајера.

## Живот
Петер Фенди је рођен у Бечу 4. септембра 1796. године у од оца учитеља Јозефа и мајке Елизабет Фенди. Петер је од детињства показао таленат за цртање. Примљен је на Академију ликовних уметности Свете Ане 1810. године са тринаест година, где је студирао три године код Јохана Мартина Фишера, Хуберта Маурера и Јохана Баптиста фон Лампија Старијег.
Фенди је упознао Јозефа Барта, колекционара уметности и личног офталмолога Цара Јозефа Другог. Кроз Бартове везе са другим утицајним уметницима, 1818. Фенди је нашао посао у Царској галерији новчића и антиквитета, где је радио као цртач и гравер. Фенди је 1821. године добио златну медаљу за своју уљану слику Виленица. Изабран је за члана Академије ликовних уметности у Бечу 1836.
И племићи и обични људи повремено су запошљавали Фендија да даје инструкције цртања и сликања. Његови ученици су били, између осталих, Карл Шиндлер и Јохан Фридрих Тремл. Преминуо је 28. августа 1842. Сахрањен је у Средишњем бечком гробљу.

## Фендијева дела
Фенди је сликао у уљу и акварелима, бавио се штампом, бакрописом, литографијом и резбаријом. Вишебојни отисци Фендија сматрају се пионирским достигнућима у области литографије. Фенди је упамћен по својим жанровским сценама, под утицајем холандских сликара као што су Адријен Брауер, Адријан ван Остаде и Рембрант. Други утицаји на Фендијев уметнички развој укључивали су дела Италијана као што су Ђовани Белини, Тинторето, Тицијан и Паоло Веронезе, са чијим се делима упознао током путовања у Венецију 1821. Фенди је још познат по својим портретима аристократије.
Фенди је угравирао серију од пет аустријских новчаница које су издате 1841. године.
Његова дела се чувају у Музеју Албертина, Аустријској галерији у Белведеру, Музеју историје уметности у Бечу, и у колекцијама Принца од Лихтенштајна у Вадуцу.

## Галерија Фендијевих радова
- Тужна порука
- Прислушкивачица
- Сејач
- Жена са тиркизним шеширом и кишобраном
- Удовица сиромашног официра
- Слушкиња са писмом
- Сцена поплаве